# Lee Seung-sin
Pour les articles homonymes, voir Lee.
Pas d'image ? Cliquez ici

a Compétitions nationales et continentales officielles uniquement.

b Matchs officiels uniquement.
Dernière mise à jour le 30 octobre 2023.
Lee Seung-sin (李 承信, Ri Shōshin), né le 13 janvier 2001 à Kobe (Japon), est un joueur international japonais de rugby à XV jouant essentiellement au poste de demi d'ouverture. Il évolue avec le club des Kobelco Kobe Steelers en League One depuis 2020.

## Biographie

### Jeunesse et formation
Lee Seung-sin naît le 13 janvier 2001 à Kobe, au Japon. Il fait partie des Zainichi, c'est-à-dire les descendants de Coréens venus s'établir au Japon durant l'occupation de la Corée par le Japon,. Il commence à jouer au rugby dès la maternelle, à l'âge de quatre ans. Après le décès de sa mère, il trouve dans ce sport un exutoire pour lutter contre la tristesse et la solitude.
Il joue pour l'équipe de la Osaka Korean High School, dont il est le capitaine, durant le tournoi national lycéen du Japon. Il rejoint ensuite l'université Teikyō, une grande école de rugby, mais abandonne ses études en deuxième année dans l'espoir d'aller jouer à l'étranger. Cependant, cet objectif a été contrarié par la pandémie de Covid-19. Il rejoint alors, à seulement 19 ans, les Kobelco Steelers, dans le championnat du Japon.

### Carrière en club
En fin d'année 2020, Lee Seung-sin, alors grand espoir du rugby japonais, signe son premier contrat professionnel avec la franchise des Kobelco Steelers. Il joue le premier match de sa carrière le 20 février 2021, lors d'un match de la saison 2021 de Top League contre les NEC Green Rockets. Il entre en jeu à six minutes de la fin de la rencontre et son équipe l'emporte 47 à 38. Pour sa première saison, il joue cinq matchs et marque neuf points.
C'est durant la saison 2022 qu'il devient le demi d'ouverture titulaire de son club. Il joue treize matchs pour onze titularisations et marque 97 points dont cinq essais. De même en 2022-2023, il conserve son rôle de titulaire et joue douze matchs marquant 101 points.

### Carrière internationale
D'origine sud-coréenne, il représente l'équipe du Japon des moins de 20 ans. Lee Seung-sin remporte en tant que capitaine le Pacific Challenge en 2020 avec les Junior Japan.
En 2022, il est sélectionné pour la première fois avec l'équipe du Japon et obtient sa première cape internationale le 25 juin 2022 à l’occasion d’un match contre l'équipe d'Uruguay, à seulement 21 ans,. Le mois suivant, il est titularisé pour les deux tests opposant le Japon à la France, profitant de l'absence de Takuya Yamasawa, positif au Covid-19 la veille de la première rencontre. Il est l'un des rares joueurs d'origine coréenne à jouer pour le Japon, avec notamment le pilier droit Koo Ji-won.
Il est appelé dans le groupe japonais pour la préparation de la Coupe du monde 2023 et ainsi espère devenir un exemple pour la communauté coréenne au Japon,. Il est ensuite retenu dans la sélection finale pour le Mondial,, lors duquel il dispute cinq minutes de jeu face aux Samoa, l'ouvreur titulaire étant Rikiya Matsuda.

## Statistiques internationales
- 11 sélections avec le Japon depuis 2022 (6 fois titulaire).
- 61 points (13 pénalités, 11 transformations).

## Palmarès

### En club
Néant

### En équipe nationale
- Junior Japan
  - Vainqueur du Pacific Challenge en 2020.